# InterConnex

Logo des InterConnex

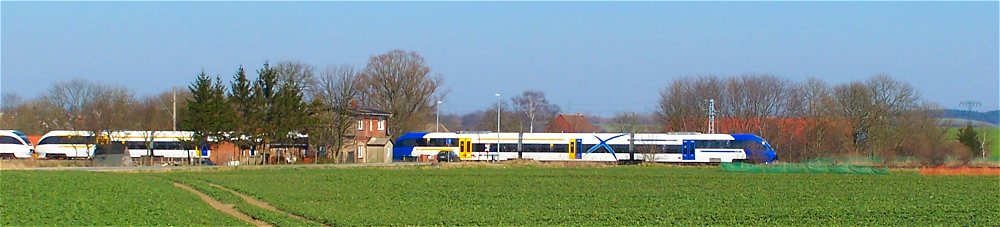
Interconnex Rostock–Leipzig

InterConnex ist ein Markenname der Ostseeland Verkehr GmbH, Teil des Transdev-Konzerns.
Unter dieser Bezeichnung wurde vom März 2002 bis Dezember 2014 einer der ersten privatwirtschaftlichen Fernzüge in Deutschland betrieben. Der InterConnex fuhr täglich von Leipzig über Berlin und Rostock nach Warnemünde und wieder zurück. Ansatz von InterConnex war es, sich als preiswerter Anbieter im Fernverkehr von der Konkurrenz – insbesondere der Deutschen Bahn – zu unterscheiden.

## Geschichte
Die Marke InterConnex war Mitte 2001 vorgestellt worden. Connex Verkehr, deutsche Tochter von Vivendi Environnement (später Veolia Transport) und Vorläuferin der Transdev GmbH, hatte vorgeschlagen, mit Unterstützung von Bund, Ländern und DB ein Ersatzangebot für den aus DB-Sicht unwirtschaftlichen Interregio am Markt zu etablieren. Mit dem Betrieb des InterConnex wurde die Ostmecklenburgische Eisenbahn (OME), eine Tochtergesellschaft von Connex, beauftragt. Der Deutsche Bahnkunden-Verband zeichnete die damalige Connex Verkehr für den InterConnex mit dem Deutschen Schienenverkehrspreis 2002 aus. Das Unternehmen habe mit dem Angebot das Monopol im deutschen Schienenpersonenfernverkehr gebrochen. Die Betreibergesellschaft OME ging 2005 in Ostseeland Verkehr auf; die Muttergesellschaft Connex benannte sich 2006 in Veolia Verkehr um, der Markenname InterConnex blieb jedoch erhalten.
In den Anfangszeiten wurden rund 200.000 Reisende pro Jahr gezählt.  2012 wurden rund 400.000 Fahrgäste pro Jahr befördert. Der Betrieb war nach damaligen Angaben des Betreiberunternehmens seit mehreren Jahren wirtschaftlich profitabel gewesen. Im Jahr 2013 ging die Zahl der Reisenden um 16 Prozent, auf 335.000, zurück. Im Jahr 2014 sei die Nachfrage in Folge von Preissenkungen wieder gestiegen. Im Oktober 2014 wurde bekannt gegeben, dass der Betrieb zum 13. Dezember eingestellt werde. Als Grund gab Transdev GmbH hohe Trassengebühren und die Konkurrenz durch Fernbusse an.
| Linie | Linienweg | Betreiber                       | Fahrzeuge                                   | Verkehrszeitraum |
| ----- | --- | ------------------------------- | ------------------------------------------- | ---------------- |
| X 1   | Warnemünde – Rostock Hbf – Neustrelitz – Berlin Hbf – Leipzig                                                                 | Ostseeland Verkehr              | 643, 146, FLEX-Wagen und Married-Pair-Wagen | 2002–2014        |
| X 2   | (Liberec – Zittau – Cottbus) / Dresden-Neustadt – Berlin-Lichtenberg – Stralsund (– Ostseebad Binz)                           | Ostseeland Verkehr, Lausitzbahn | 642                                         | 2002–2006        |
| X 3   | (Neuss –) Köln Hbf – Siegburg – Marburg – Kassel-Wilhelmshöhe – Nordhausen – Halle (Saale) Hbf – Berlin-Lichtenberg – Rostock | Ostseeland Verkehr              | 185 + Bomz                                  | 2003             |

Der InterConnex 1 verkehrte ab dem 1. März 2002 mit einem Zugpaar (Zugnummern DFR 80214/80215) täglich von Leipzig und Berlin nach Rostock. In den ersten Jahren war Gera der Startbahnhof. In den ersten Jahren kamen dabei zwei in Farbgebung und Innenausstattung angepasste Talent-Triebwagen der Ostmecklenburgischen Eisenbahngesellschaft zum Einsatz. Der Fahrpreis je Kilometer betrug zunächst rund sieben Cent. Kinder bis sechs Jahren wurden kostenlos befördert, bis zum 26. Lebensjahr wurde darüber hinaus 30 Prozent Rabatt gewährt. Nach eigenen Angaben bezahlte das Unternehmen einen Trassenpreis von 2,25 Euro je Kilometer.
Ab dem Fahrplanwechsel im Dezember 2004 war vorgesehen, die Züge auf Bestellung des Zweckverbands ÖPNV Vogtland von Leipzig nach Adorf/Vogtl. zu verlängern. Dies scheiterte aufgrund fehlender Trassen. Seit Beginn des Winterfahrplans 2006/2007 wurde die Linie zwischen Gera und Leipzig nicht mehr befahren, dafür wurde der Abschnitt Leipzig–Berlin wochentags auf drei Zugpaare verstärkt. Von Sommer 2007 bis Dezember 2014 verkehrten täglich zwei Zugpaare zwischen Leipzig und Berlin, von denen eines nach Rostock und Warnemünde weiterfuhr.

## InterConnex 1: (Gera –) Leipzig – Berlin – Warnemünde
Zu Anfang befuhr der InterConnex die Strecke Gera Hbf – Leipzig Hbf – Berlin – Rostock Hbf jeden Tag einmal je Richtung. Zwischenhalte waren Zeitz, Pegau, Leipzig Hbf, Bitterfeld, Lutherstadt Wittenberg, Luckenwalde, Berlin-Schönefeld, Berlin-Lichtenberg, Berlin-Hohenschönhausen, Oranienburg, Fürstenberg (Havel), Neustrelitz Hbf und Waren (Müritz). Die planmäßige Fahrzeit lag bei ungefähr sechs Stunden.
Zum Fahrplanwechsel am 11. Dezember 2005 entfielen, laut Unternehmensangaben aufgrund geringer Nachfrage, sechs Zwischenhalte: Pegau, Bitterfeld, Lutherstadt Wittenberg, Luckenwalde, Oranienburg und Fürstenberg (Havel).
Zum Fahrplanwechsel am 28. Mai 2006 wurde aufgrund von Bauarbeiten der täglich befahrene Laufweg auf den Abschnitt Gera – Leipzig – Berlin gekürzt, dafür verkehrte der Zug täglich zweimal je Richtung. Der Frühzug nach Berlin und der Spätzug nach Leipzig hielten zusätzlich in Berlin Ostbahnhof, Berlin Alexanderplatz, Berlin Friedrichstraße, Berlin Zoologischer Garten, Potsdam Rehbrücke, Dessau, Halle (Saale) Hbf und am Flughafen Leipzig/Halle. Die Verlängerung nach Rostock verkehrte nur noch samstags beziehungsweise sonntags in der Gegenrichtung. Erstmals verkehrten die Züge über die Berliner Stadtbahn. Sie fuhren am neuen Berliner Hauptbahnhof ohne Halt durch. Zudem wurde das Fahrzeugmaterial gewechselt.
Seit dem Fahrplanwechsel am 10. Juni 2007 verkehrte der InterConnex wieder täglich durchgehend von Leipzig bis Warnemünde über Berlin Potsdamer Platz, Berlin Hauptbahnhof, Neustrelitz Hbf, Waren (Müritz) und Rostock Hbf sowie mit einem weiteren Zugpaar morgens von Berlin nach Leipzig und abends zurück. Hierfür wurde eine sechsteilige Wagengarnitur der Nord-Ostsee-Bahn mit einer Sonderlackierung versehen. Die Reisezeit war mit dem parallel verkehrenden ICE der Deutschen Bahn vergleichbar (Beispiel Leipzig–Berlin: 1 h 19 min). Der Abschnitt Leipzig – Gera wurde komplett eingestellt.
Seit dem 9. Dezember 2007 hielt der Interconnex zusätzlich in Güstrow, um hier Umsteigemöglichkeiten zum Transdev-Tochterunternehmen „Ostseeland Verkehr (OLA)“ zu ermöglichen. Zudem wurde ein Halt am Bahnhof Berlin Gesundbrunnen eingelegt. Nach Fahrgastbefragungen hielt seit dem Fahrplanwechsel am 11. Dezember 2011 der Interconnex statt am Bahnhof Berlin Potsdamer Platz am Bahnhof Berlin Südkreuz.
Aufgrund von Ausbauarbeiten auf Teilstücken der Berliner Nordbahn und der Bahnstrecke Neustrelitz–Warnemünde fuhr der InterConnex von September 2012 bis November 2013 eine abweichende Strecke. Er hielt in Schwerin Hauptbahnhof und Bützow statt in Neustrelitz, Waren (Müritz) und Güstrow. Da auf dieser Strecke deutlich höhere Trassenpreise zu zahlen waren, kehrte der Zug ab 17. November 2013 auf die vorherige Strecke zurück. Im Jahr Oktober 2014 gab Veolia bekannt, den Verkehr Ende des gleichen Jahres einzustellen. Am 13. Dezember 2014 fuhr der letzte InterConnex zwischen Leipzig Hbf und Rostock Hbf.

### Wagenmaterial

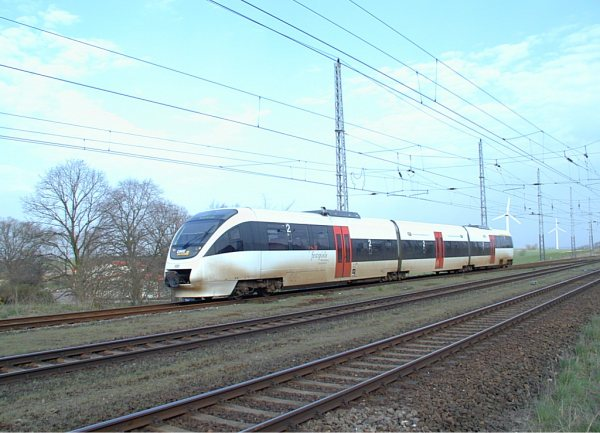
OME Talent

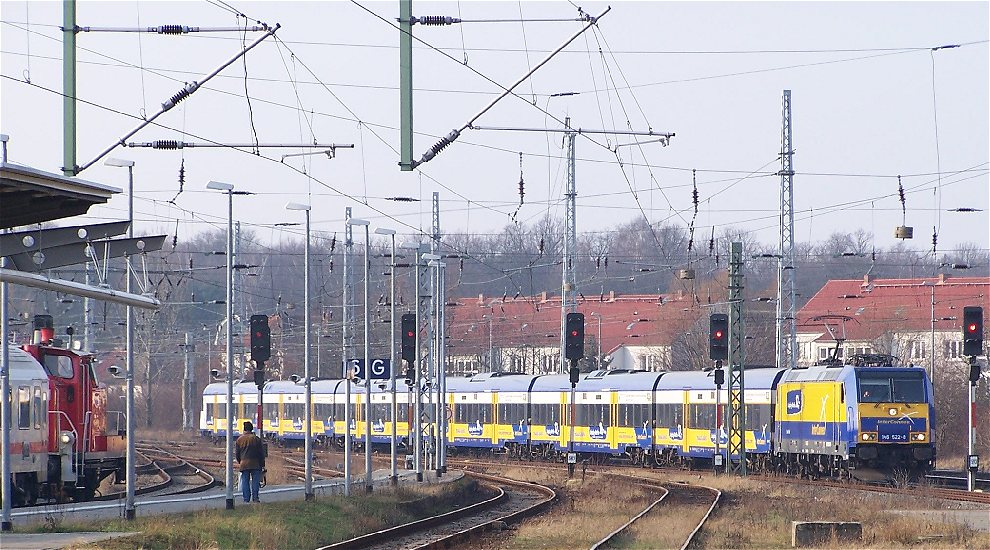
InterConnex bei der Einfahrt in Rostock Hbf

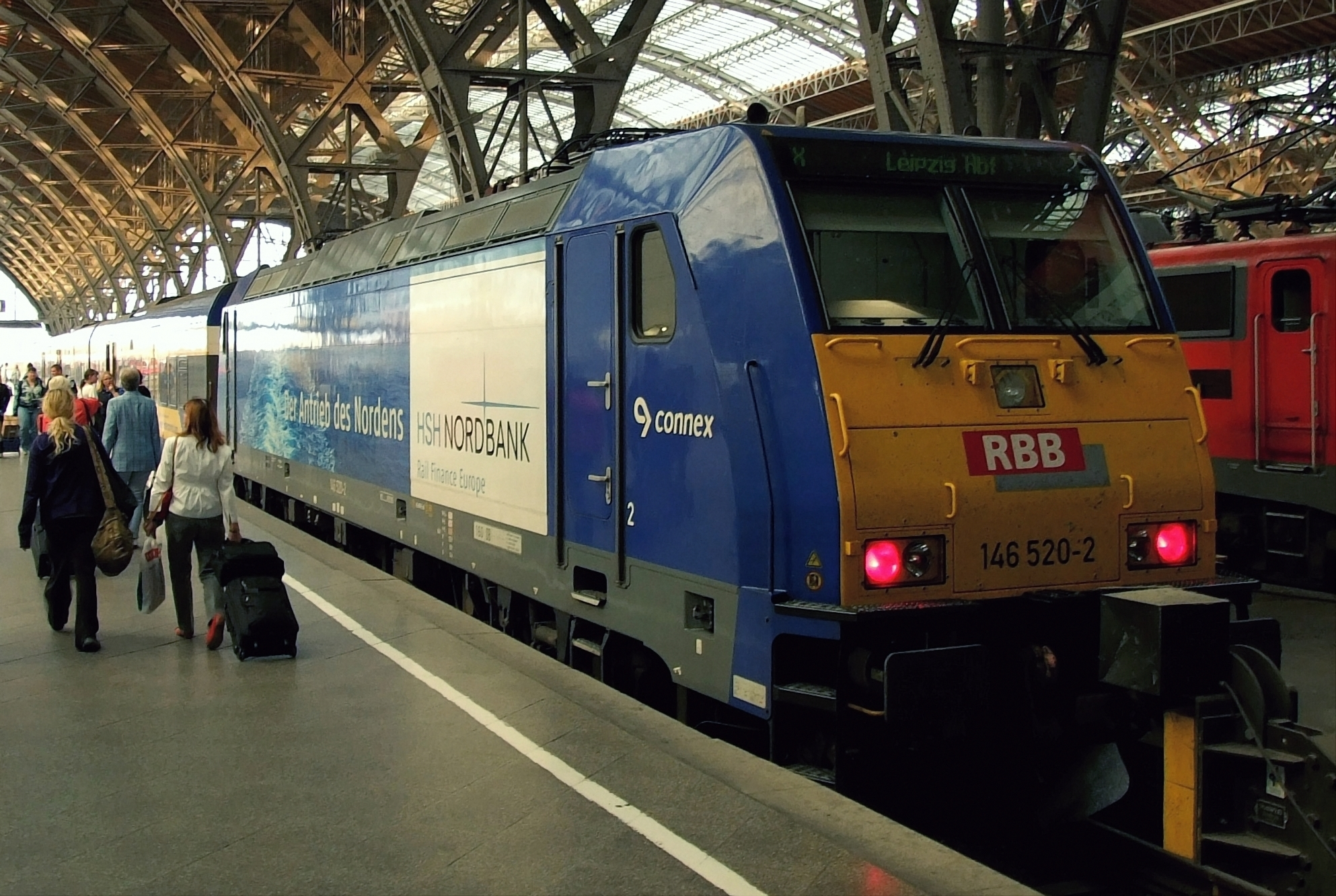
Connex-Baureihe 146 auf dem Leipziger Hauptbahnhof

Das Zugmaterial wurde zunächst von der Ostmecklenburgischen Eisenbahn (heute OLA), einer Connex-Tochter (heute Transdev GmbH), gestellt und bestand aus Dieseltriebwagen des Typs Bombardier Talent, entsprechend der DB-Baureihe 643. Die Züge waren mit einer kleinen Bordküche ausgestattet, in der kalte und warme Getränke sowie Speiseeis und kleine Speisen verkauft wurden. Die Züge waren zunächst noch mit Nahverkehrssitzen ausgestattet. Nach Kundenbeschwerden wurden nach und nach drei Triebwagen mit Fernverkehrssitzen ausgestattet. Diese waren stärker gepolstert und es gab ausklappbare Tische an jedem Platz. Beim Umbau mit Fernverkehrssitzen bekamen sie auch eine besondere Lackierung mit einem großen X an den Seiten und der Aufschrift InterConnex. Trotzdem kam es immer wieder zu Einsätzen von Triebwagen mit Nahverkehrsausstattung.
Ab 2. August 2002 wurde der Zug aufgrund gestiegener Nachfrage freitags bis montags in Dreifach- statt Doppeltraktion gefahren. Dazu war ein weiterer Talent-Nahverkehrstriebwagen im Werk Neustrelitz für den Fernverkehr umgebaut worden. Zuvor waren die rund 200 Plätze je Zug insbesondere im Wochenendverkehr teilweise überbelegt gewesen. Die durchschnittliche Auslastung im ersten Betriebsjahr habe bei 68,9 Prozent gelegen.
Anlässlich der Hansesail 2005 bekam ein Triebwagen eine Sonderlackierung und die Aufschrift Hanse-Express. Die umgerüsteten Triebwagen wurden nach dem Ende ihres Einsatzes nicht zurückgebaut, sondern nur äußerlich dem neuen Farbschema angepasst. Zur Fußball-Weltmeisterschaft 2006 in Deutschland verkehrte der Zug zwischen Leipzig und Berlin mit den ehemals auf dem Flensburg-Express eingesetzten UIC-Z-Wagen und einer Lok der Baureihe 146 der Nord-Ostsee-Bahn (NOB). Zwischen Leipzig und Gera wurden Desiro-Triebwagen der Lausitzbahn eingesetzt, da dieser Teil der Strecke nicht elektrifiziert ist.
Seit dem Fahrplanwechsel im Dezember 2006 verkehrten neue Sechs-Wagen-Garnituren aus Married-Pair-Wagen der Nord-Ostsee-Bahn (in der stark nachgefragten Sommerferienzeit bis 31. August 2008 sogar Acht-Wagen-Garnituren), wie sie auch auf der Marschbahn von Hamburg nach Westerland eingesetzt werden. Gezogen wurden sie wie zuvor von einer Lok der Baureihe 146. Die Wagen und die Lok trugen Vollwerbung für den InterConnex. Die Wagen wurden alle zwei Wochen wegen turnusmäßiger Wartungen gewechselt, im Bahnbetriebswerk Husum gewartet und bis zum nächsten Tausch auf dem Netz der NOB eingesetzt.

## InterConnex 2: Dresden – / Zittau – Berlin – Stralsund (– Binz)

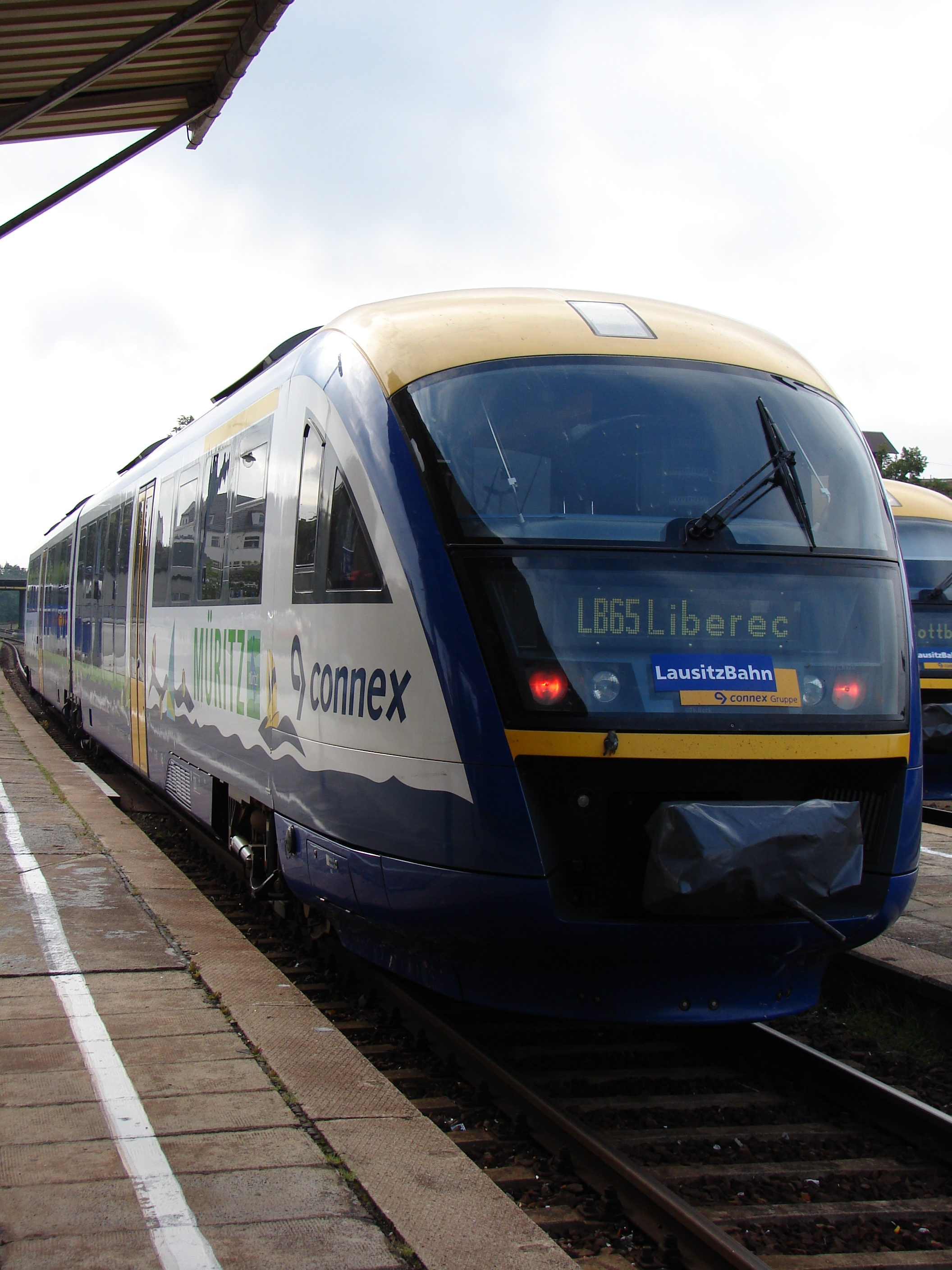
Bahnhof Weißwasser,
Zug der LB65 (Lausitzbahn) als InterConnex 2 nach Liberec (Tschechien)

Der OstseelandExpress ist ein Ende 2006 eingestellter Fernverkehrszug zwischen Stralsund und Dresden. Sein ursprünglicher Name war InterConnex 2 (X). Er wurde Ende 2002 eingeführt und wurde Ende 2005 in OstseelandExpress (OLX) umbenannt. Seine ursprüngliche Streckenführung führte von Zittau nach Stralsund, zeitweilig verlängert nach Binz im Norden und bis ins tschechische Liberec im Süden, später wurde sie jedoch auf Dresden–Stralsund geändert.

### Wagenmaterial

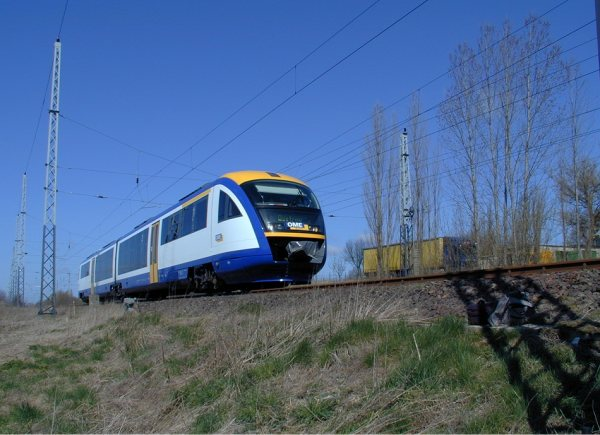
Triebwagen, der auf dem InterConnex 2 zum Einsatz kam

Auf dem OstseelandExpress kamen ursprünglich Triebwagen der Baureihe 642 der Lausitzbahn zum Einsatz. Sie stellte auch das Zugpersonal. Die Triebwagen hatten die blau-gelbe Lackierung der Connex und ein großes X an den Seiten, zusätzlich war die Beschriftung InterConnex an den Führerständen angebracht. Ab Sommer 2004 verkehrten Zubringerbusse aus Dresden und nach Usedom. Die Busse nach Dresden wurden entbehrlich, als die Züge nicht mehr nach Zittau, sondern nach Dresden-Neustadt fuhren. Zuletzt fuhr der OstseelandExpress mit Triebwagen der Baureihe 643 der Ostseeland Verkehr GmbH.

### Geschichte

Plan des OstseelandExpress

Zum Fahrplanwechsel am 15. Dezember 2002 wurde eine zweite InterConnex-Linie zwischen Görlitz, Berlin und Stralsund aufgebaut. Die Züge verkehrten zwischen Zittau und Cottbus als Nahverkehrszug im Auftrag des ZVON und ab Cottbus als Fernverkehrszug. Als Fahrzeuge kamen 120 km/h schnelle Desiro-Triebwagen zum Einsatz. Der Betrieb wurde von den Connex-Töchtern Ostmecklenburgische Eisenbahn und Lausitzbahn durchgeführt. Die Züge verkehrten täglich bis bzw. ab Berlin, freitags bis montags bis bzw. ab Stralsund. Aufgrund zahlreicher Kundenwünsche kündigte das Unternehmen im Frühjahr 2003 an, die Linie in der Zeit vom 24. Mai bis 6. Oktober 2003 freitags bis montags von Stralsund zum Ostseebad Binz zu verlängern. Während diese Verlängerung planmäßig in Kraft trat, wurde dienstags bis donnerstags das Angebot eingestellt; der Zug verkehrte an diesen Tagen fortan nur auf dem Regionalverkehrsabschnitt zwischen Zittau und Cottbus. Das Unternehmen begründete diesen Schritt mit nicht ausreichenden Fahrgastzahlen; Gespräche mit dem Land Brandenburg über die Förderung des Angebots waren zuvor erfolglos verlaufen.
Zum Fahrplanwechsel am 12. Dezember 2004 wurde der Verkehr von Zittau über Görlitz, Spremberg, Cottbus, Berlin-Schönefeld, Berlin-Lichtenberg, Berlin-Hohenschönhausen, Bernau, Eberswalde, Prenzlau, Pasewalk, Anklam, Züssow und Greifswald nach Stralsund aufgenommen. In der folgenden Saison wurde die Strecke nach Binz auf Rügen mit Zwischenhalt in Bergen, sowie ab Sommer 2004 nach Liberec (Reichenberg) in Tschechien mit Zwischenhalt in Hrádek nad Nisou verlängert. Zusätzlich wurden Charter-Busse als Zubringer zu diesem Zug aus Dresden und nach Usedom eingesetzt.
Zum Fahrplanwechsel am 12. Dezember 2004 wurde ein dreimal wöchentlich verkehrendes Zugpaar zwischen Dresden-Neustadt und Berlin eingelegt. Dort bestand Anschluss zum Interconnex von und nach Rostock; zeitweise verkehrten diese Züge durchgehend zwischen Dresden und Stralsund. Die vormals zwischen Liberec und Stralsund fahrenden Züge wurden dagegen auf den Abschnitt Liberec–Berlin verkürzt.
Zum Fahrplanwechsel 2006 wurde der OstseelandExpress insgesamt eingestellt.

## InterConnex 3: (Neuss –) Köln – Rostock

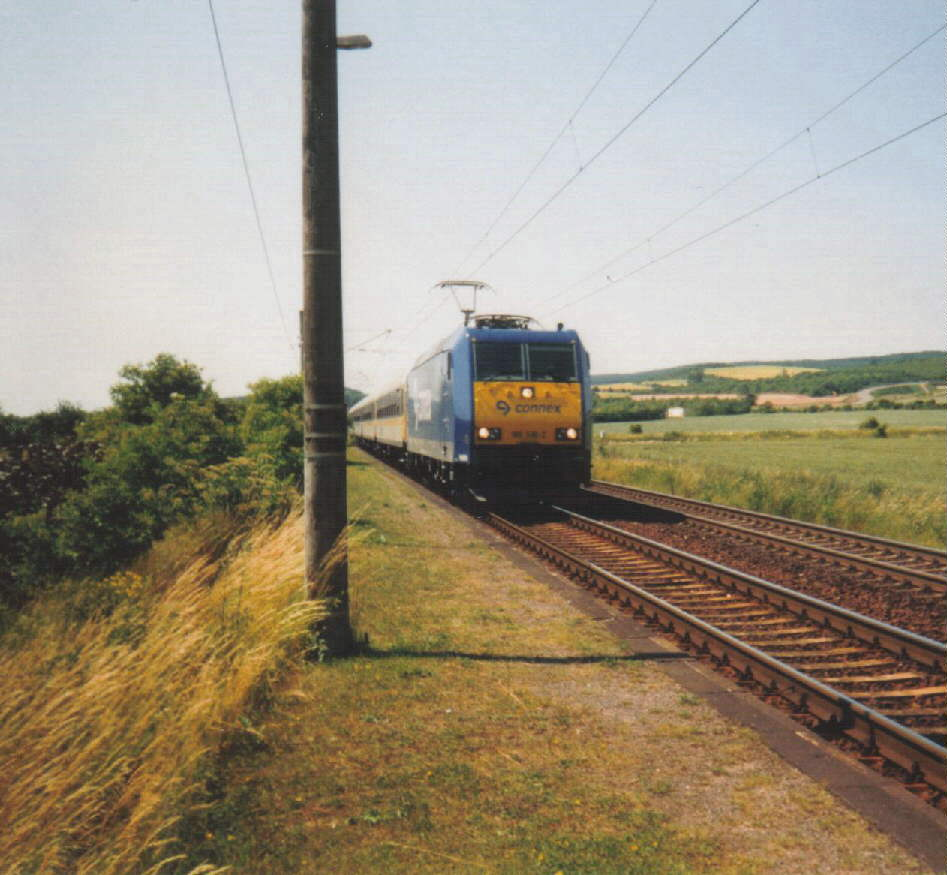
InterConnex Neuss–Rostock (eingestellt)

Am 4. Juni 2003 wurde die Jungfernfahrt der dritten Interconnex-Linie gefeiert. Am 6. Juni 2003 wurde der kommerzielle Betrieb auf der bis dahin längsten Interconnex-Fernverkehrslinie aufgenommen. Die Züge verkehrten von Köln über Gießen, Kassel-Wilhelmshöhe, Nordhausen, Halle (Saale) und Berlin nach Rostock. Unterwegs wurden 31 Halte bedient. Die 912 km wurden in jeweils rund zwölf Stunden zurückgelegt. Angeboten wurde ein Zugpaar pro Tag. Ab 1. August 2003 wurde der Zuglauf bis Neuss verlängert.
Die Züge fuhren mit „Economy“-Trassen und wurden daher gegenüber dem Taktverkehr nachrangig behandelt.
Nach Unternehmensangaben betrug die Auslastung der Linie im Juni 2003 26 Prozent. Im August habe sie bei 38, im Juli bei 45 Prozent gelegen. Aufgrund schwacher Nachfrage verkehrten die Züge im August und September 2003 mit vier statt sechs Wagen (240 statt 360 Sitzplätze). Für die Kostendeckung seien wenigstens 180 Fahrgäste erforderlich gewesen.
Am 2. Oktober kündigte das Unternehmen die Einstellung des Angebots zum 27. Oktober an. Das Wagenmaterial wurde ab 1. November 2003 auf der Linie Hamburg – Flensburg – Padborg (ehemaliges Flex-Angebot) verwendet.
Es war der erste mit Wagen und Lok befahrene Zug von Connex Deutschland. Die Fahrzeiten waren Rostock ab 6:18 Uhr – Neuss an 18:45 Uhr sowie Neuss ab 7:14 Uhr – Rostock an 20:11 Uhr.
Die Verbindung wurde offiziell wegen Unrentabilität eingestellt. Vor allem der westliche Abschnitt war nur schwach ausgelastet. Die Ursachen wurden in ungünstigen Fahrtzeiten und der im Vergleich mit den östlichen Bundesländern geringeren Bekanntheit der Marke InterConnex vermutet. Das Zugmaterial nutzte Connex anschließend für den Flensburg-Express, der als Nahverkehrsverbindung vom Land Schleswig-Holstein finanziert wurde. Diese sichere Finanzierung kann als hauptsächlicher Grund für die Einstellung der Verbindung Neuss–Rostock angesehen werden. Im Anschluss befanden sich die Wagen im Nord-Ostsee-Bahn-Betriebswerk Husum und verstärken bei Bedarf die Züge der NOB. Die Wagen werden seitdem zusammen mit Diesellokomotiven der Baureihe 223 auf der Linie RE 6 Chemnitz – Leipzig der Mitteldeutschen Regiobahn eingesetzt.

### Wagenmaterial

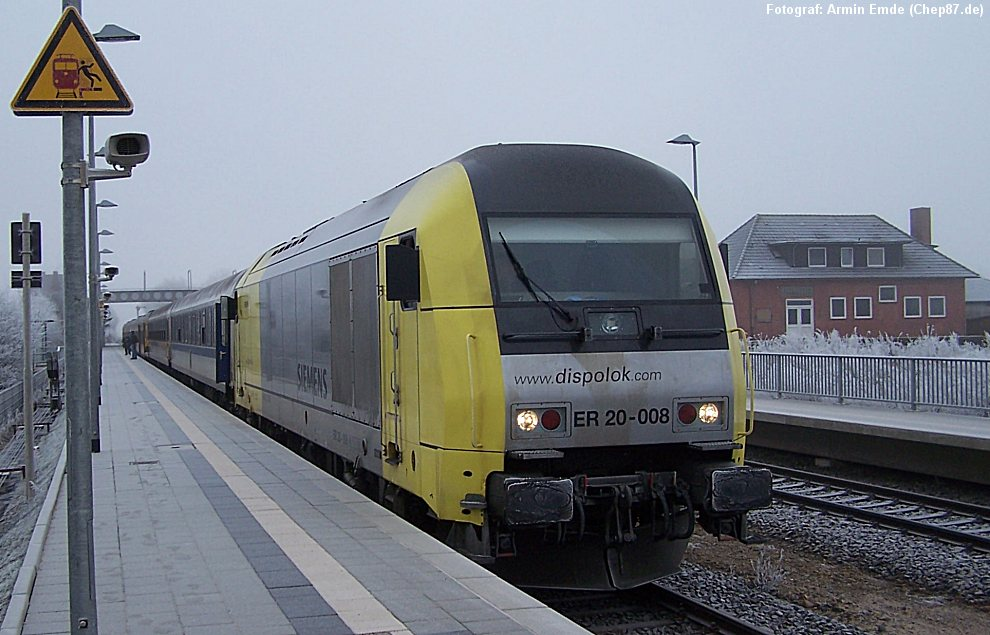
Die Wagen des InterConnex wurden bis 2015 bei der Nord-Ostsee-Bahn als Reservefahrzeuge eingesetzt

Die Züge wurden aus Lokomotiven der Baureihe 185 und modernisierten Schnellzugwagen aus dem ehemaligen Bestand der Deutschen Bahn gebildet. 25 Wagen waren dazu ab Ende Juni 2002 im PFA-Werk Weiden aufgearbeitet worden. Es handelte sich dabei um Halberstädter Abteilwagen der Deutschen Reichsbahn. Die beiden Garnituren wurden von Ostmecklenburgischen Eisenbahngesellschaft betrieben, die auch das Zugpersonal stellte.

### Streckennetz

Netzplan des InterConnex 3

Der Zug verkehrte von Köln Hbf über Troisdorf, Siegburg, Hennef (Sieg), Siegen, Dillenburg, Wetzlar, Gießen, Marburg (Lahn), Treysa, Wabern (Bz Kassel), Kassel-Wilhelmshöhe, Eichenberg, Heilbad Heiligenstadt, Leinefelde, Nordhausen, Berga-Kelbra, Sangerhausen, Lutherstadt Eisleben, Halle (Saale), Bitterfeld, Lutherstadt Wittenberg, Luckenwalde, Berlin-Schönefeld, Berlin-Lichtenberg, Berlin-Hohenschönhausen, Oranienburg, Fürstenberg (Havel), Neustrelitz und Waren (Müritz) nach Rostock. Er wurde am 1. August 2003 bis Neuss verlängert, um die Kosten für die Überführung Neuss–Köln zu senken.

## Rechtsstreit mit der Deutschen Bahn
Die ursprünglich geplante Zugbezeichnung ICx ließ die Deutsche Bahn gerichtlich untersagen. Die DB vertrat die Auffassung, dass dies zu sehr an ihre Marke Intercity-Express (ICE) erinnere.
Eine weitere Klage der DB richtete sich gegen die direkte Kommunikation mit den Stationsmanagern der entlang der Linie liegenden Bahnhöfe. Die DB wollte dies verbieten und klagte auf Einhaltung des „offiziellen Wegs“. Das Gericht folgte der Argumentation der DB nicht.
Anfang Juli 2002 strich die Deutsche Bahn die Züge aus ihrem Reiseauskunftssystem. Sie vertrat die Auffassung, „jeder, der gegen die DB AG antritt“ müsse „seine Kunden selbst informieren“. Nach Protesten nahm das Unternehmen diesen Schritt zunächst zurück und kündigte an, zum Fahrplanwechsel am 15. Dezember 2002 grundsätzlich zu entscheiden, ob Züge privater Wettbewerber im Reiseauskunftssystem wiedergegeben werden sollten. Mitte Dezember 2002 erwirkte Connex eine Einstweilige Verfügung gegen die Deutsche Bahn, die dem Unternehmen den Vertrieb seiner Reiseauskunftsmedien untersagte, nachdem die DB darin zwischen Stralsund und Zwickau verkehrende Fernzüge des Unternehmens nicht genannt hatte. Mitte Januar 2003 entschied das Landgericht Berlin, dass die DB bei ihren elektronischen Fahrplanauskünften per Telefon und Internet über den neuen Connex-Zug informieren müsse. Die Deutsche Bahn legte Rechtsmittel ein. Im Kursbuch für das Fahrplanjahr 2003 behauptete das Unternehmen, „alle Schienenverbindungen in Deutschland“ seien in dem Buch enthalten. Das Bundeskartellamt nahm wegen des Verdachts des Missbrauchs einer marktbeherrschenden Stellung Ermittlungen auf. Die Deutsche Bahn unterlag in mehreren Verfahren, die die Aufnahme privater Reisezüge in ihr Kursbuch zum Gegenstand hatten.
Nach weiteren gerichtlichen Prozessen musste die Deutsche Bahn den Zug in alle Fahrplanmedien aufnehmen und zusätzlich auf den Aushangfahrplänen bekannt geben.

## Ähnliche Linie
Transdev betrieb bis zum Fahrplanwechsel im Dezember 2018 eine weitere eigenwirtschaftliche Verbindung in Verlängerung bestellter Nahverkehrsleistungen.
Berlin – Potsdam – Genthin – Magdeburg – Halberstadt (Zugteilung) – Quedlinburg – Thale / – Wernigerode – Goslar als Wochenendausflugs- und Fernpendlerzug Harz-Berlin-Express der Transdev Sachsen-Anhalt. Die Verbindung wird seitdem von Abellio Rail Mitteldeutschland fortgeführt.
Zwischen Genthin und Thale/Goslar verkehrte dieser als normaler Nahverkehrszug zu den üblichen Nahverkehrstarifen.